# Rankbachbahn
| |                        |                                         |                                         |
| Streckennummer (DB): | 4870                   |                                         |                                         |
| Kursbuchstrecke (DB): | 790.6                  |                                         |                                         |
| Kursbuchstrecke: | 327e (1946)            |                                         |                                         |
| Streckenlänge: | 14,253 km              |                                         |                                         |
| Spurweite: | 1435 mm (Normalspur)   |                                         |                                         |
| Streckenklasse: | D4                     |                                         |                                         |
| Stromsystem: | 15 kV 16,7 Hz ~        |                                         |                                         |
| Minimaler Radius: | 300 m                  |                                         |                                         |
| Streckengeschwindigkeit: | 100 km/h               |                                         |                                         |
| Zugbeeinflussung: | PZB                    |                                         |                                         |
| Zweigleisigkeit: | Sindelfingen–Renningen |                                         |                                         |
| |                        |                                         |                                         |
| \| \| \| von Horb \| \| \| \| \| von Dettenhausen \| \| \| \| 0,000 \| Böblingen \| 437 m \| \| \| \| nach Stuttgart \| \| \| \| \| Anschluss Mercedes-Benz AG \| \| \| \| 2,263 \| Sindelfingen \| 432 m \| \| \| \| Anschluss Mercedes-Benz AG \| \| \| \| 5,364 \| Maichingen (seit 2010) \| Maichingen (seit 2010) \| \| \| 5,520 \| Maichingen (bis 1970) \| Maichingen (bis 1970) \| \| \| 6,000 \| Maichingen Üst \| Maichingen Üst \| \| \| 6,320 \| Maichingen Nord \| Maichingen Nord \| \| \| 8,036 \| Magstadt \| 446 m \| \| \| 12,030 \| Renningen Süd \| Renningen Süd \| \| \| \| von Calw \| \| \| \| 14,253 \| Renningen \| 411 m \| \| \| \| zum Flugplatz Malmsheim (ab circa 1937) \| \| \| \| \| nach Stuttgart-Zuffenhausen \| \| |                        |                                         |                                         |
| Strecke |                        | von Horb                                | von Horb                                |
| Abzweig geradeaus und von rechts |                        | von Dettenhausen                        | von Dettenhausen                        |
| Bahnhof | 0,000                  | Böblingen                               | 437 m                                   |
| Abzweig geradeaus und nach rechts |                        | nach Stuttgart                          | nach Stuttgart                          |
| Abzweig geradeaus und von links |                        | Anschluss Mercedes-Benz AG              | Anschluss Mercedes-Benz AG              |
| Bahnhof | 2,263                  | Sindelfingen                            | 432 m                                   |
| Abzweig geradeaus und nach links |                        | Anschluss Mercedes-Benz AG              | Anschluss Mercedes-Benz AG              |
| Haltepunkt / Haltestelle | 5,364                  | Maichingen (seit 2010)                  | Maichingen (seit 2010)                  |
| ehemaliger Bahnhof | 5,520                  | Maichingen (bis 1970)                   | Maichingen (bis 1970)                   |
| Überleitstelle / Spurwechsel | 6,000                  | Maichingen Üst                          | Maichingen Üst                          |
| Haltepunkt / Haltestelle | 6,320                  | Maichingen Nord                         | Maichingen Nord                         |
| Haltepunkt / Haltestelle | 8,036                  | Magstadt                                | 446 m                                   |
| Haltepunkt / Haltestelle | 12,030                 | Renningen Süd                           | Renningen Süd                           |
| Abzweig geradeaus und von links |                        | von Calw                                | von Calw                                |
| Bahnhof | 14,253                 | Renningen                               | 411 m                                   |
| Abzweig geradeaus und ehemals nach links |                        | zum Flugplatz Malmsheim (ab circa 1937) | zum Flugplatz Malmsheim (ab circa 1937) |
| Strecke |                        | nach Stuttgart-Zuffenhausen             | nach Stuttgart-Zuffenhausen             |

Die Rankbachbahn ist eine 14,253 Kilometer lange Eisenbahnstrecke von Böblingen nach Renningen im Südwesten der Region Stuttgart. Sie ist nach dem Rankbach benannt, dem sie von Magstadt bis Renningen folgt. Die Strecke ist eine Nebenbahn, die signalmäßig wie eine Hauptbahn behandelt wird. Die Strecke ist zweigleisig bis auf den Abschnitt zwischen Böblingen und Sindelfingen.

## Geschichte
Der erste Spatenstich für die Rankbachbahn erfolgte am 10. Februar 1913, doch gefährdete 1914 der zwischenzeitlich ausgebrochene Erste Weltkrieg die Vollendung. Da zu Kriegsbeginn Omnibusse requiriert worden waren, stand insbesondere Sindelfingen ohne brauchbare Verkehrsverbindung da. Angesichts dieser Situation wurde dem dringenden Wunsch des Sindelfinger Gemeinderats entsprochen und am 23. Dezember 1914 wenigstens das Teilstück bis zum Bahnhof Sindelfingen in Betrieb genommen, die Eröffnung der restlichen Strecke bis zum Bahnhof Renningen erfolgte am 1. Oktober 1915. Die Strecke war ursprünglich durchgehend eingleisig.
Am 29. September 1970 wurde der Personenverkehr zwischen Sindelfingen und Renningen eingestellt sowie zwischen Böblingen und Sindelfingen bis auf einzelne Züge im Berufsverkehr ausgedünnt, der Güterverkehr blieb aber erhalten. Damals befand sich die S-Bahn Stuttgart im Planungsstadium und benötigte Trassenkapazitäten auf Abschnitten der Strecken Stuttgart–Bietigheim-Bissingen und Stuttgart–Horb. Für die Verlagerung von Güterzügen auf die Rankbachbahn wurde diese deshalb Anfang der 1970er Jahre ausgebaut und zum 10. April 1972 elektrifiziert, um die erforderliche Kapazität zu gewinnen. Die Streckenhöchstgeschwindigkeit wurde dabei von 60 km/h auf 80 km/h erhöht.

### Ausbau zu S-Bahn-Linie S 60
Für den S-Bahn-Betrieb wurde fast die gesamte Strecke zweigleisig ausgebaut, nur der Abschnitt zwischen den Bahnhöfen Sindelfingen und Böblingen mit den Brücken über die Autobahn A81 und die Rudolf-Diesel-Straße in Sindelfingen blieb eingleisig. Der Böblinger Bahnhof wurde umgebaut, alle Stationen und Bahnsteige neu errichtet und die Bahnübergänge beseitigt. Für die S-Bahn wurden die Bahnsteige auf Vollzug-Länge (zwei Einheiten), nicht aber für Langzüge (drei Einheiten) ausgebaut. Die Bahnhöfe Maichingen und Sindelfingen besitzen nur am Gleis in Richtung Renningen einen Bahnsteig, der für beide Fahrtrichtungen genutzt wird. Die Bahnsteige wurden in der im Stuttgarter S-Bahn-Netz verwendeten Höhe von 96 cm errichtet. Im Bahnhof Böblingen nutzt die S60 das Gleis 5, dessen Bahnsteig auf Länge eines S-Bahn-Kurzzuges auf die Höhe von 96 cm gebracht wurde; Regional- und Intercity-Züge Richtung Horb nutzen das Gleis 5 in seinem südlichen Teil.
Der erste Bauabschnitt „Böblingen“ wurde Ende März 2007 fertiggestellt. Die Hauptarbeiten für den zweiten Planungsabschnitt „Sindelfingen“ fanden im Jahr 2008 statt, die Strecke war daher von Ende März bis Oktober 2008 komplett gesperrt. Für den dritten Bauabschnitt „Magstadt–Renningen“ kam der Planfeststellungsbeschluss im Spätsommer 2008. 2009 sollten die Bauarbeiten beginnen und die Linie Ende 2010 eröffnet werden. Wegen zusätzlicher Vereinbarungen zum Ersatz der Bahnübergänge in Magstadt und Renningen (beispielsweise Grundstückserwerb) verschob sich die geplante Inbetriebnahme zunächst auf Ende 2011 und wurde schließlich für Ende 2012 angesetzt. Die S 60 ging am 8. Dezember 2012 auf der gesamten Länge in Betrieb.
2012 wurden Kosten von mindestens 151 Millionen Euro erwartet, davon 13 Millionen Euro für 6 km Lärmschutzwände. Die Deutsche Bahn erwartete darüber hinaus aufgrund von Nachträgen erhebliche Mehrkosten. Insgesamt kostete der Ausbau letztlich 189,3 Millionen Euro. Die Region Stuttgart übernimmt davon 48 Millionen Euro sowie maximal 5 Millionen für weitere Finanzierungsrisiken. Die Deutsche Bahn übernimmt nicht zuwendungsfähige Projektkosten von 37,4 Millionen Euro. Zu Projektbeginn Ende der 1990er Jahre waren Aufwendungen von 77 Millionen D-Mark im Gespräch, nach einem Planungs- und Kostenstand aus dem Jahre 2002 waren 90 Millionen Euro veranschlagt.

### Brücke über die A81

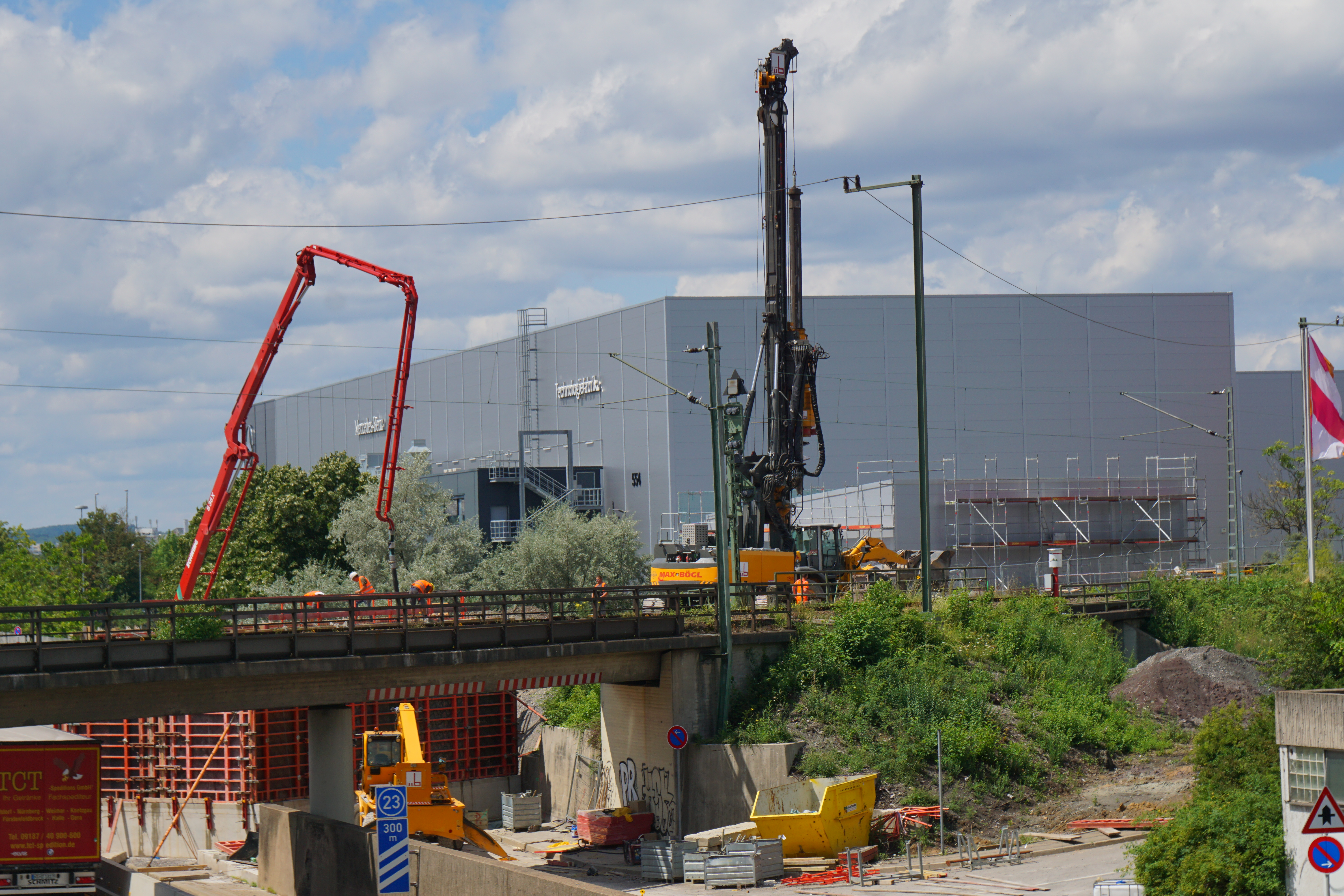
Neubau der Brücke über die A81.

Seit April 2023 läuft der Bahnverkehr über die Autobahn A81 auf einer neuen Brücke. Das Projekt wurde von Max Bögl in Zusammenarbeit mit der DB Netz realisiert. Dieses rund 110 Meter lange Bauwerk aus Spannbeton folgt weitgehend dem bisherigen Trassenverlauf, entspricht UIC 71 und hat drei Pfeiler. Der Neubau wurde durch die Verbreiterung der Autobahn nötig. Er überspannt nicht nur wie bisher einen Fußgängerweg, die IBM-Straße sowie die auf acht Spuren verbreiterte Autobahn, sondern auch noch die neugebaute vierspurige Querspange, die in Verlängerung der Leibnizstraße parallel zur Autobahn verläuft. Die Brücke ist weiterhin eingleisig, ein künftiger zweigleisiger Ausbau ist möglich.

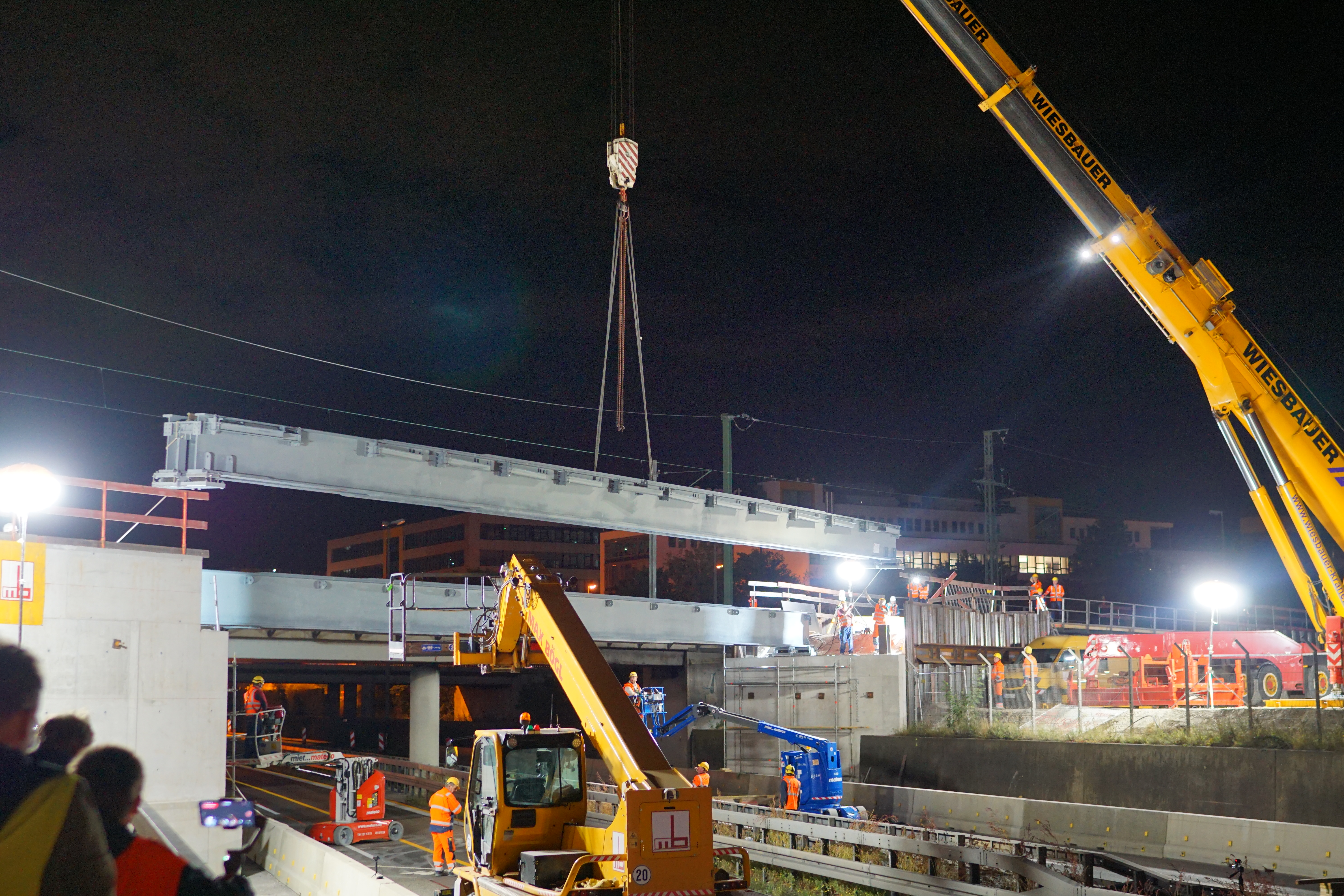
Einheben der Träger für die Behelfsbrücke

Ab Februar 2021 wurde die alte eingleisige 47 Meter lange Brücke von 1972 mit zwei Pfeilern durch den Neubau ersetzt. Währenddessen blieb die Strecke bis auf kurzzeitige Sperrungen im regulären Betrieb. Dafür gab es eine provisorische Ersatzbrücke. Für die elektrifizierte Behelfsbrücke wurden Spundwände und Fangedämme aufgebaut und mit drei Hilfsbrücken ZH31, ZH19 und ZH17 die Trassen überquert. Die Autobahn hatte im Bereich der Hilfsbrücke verengte Spuren. Am 1. und 2. Oktober 2021 wurden unter laufendem Bahnverkehr die Träger für die Behelfsbrücke eingehoben, die Autobahn war dazu gesperrt. Die Arbeiten an der Behelfsbrücke liefen danach teilweise unter Streckensperrungen während der Nachtstunden. Von Sonntag, 31. Oktober, 4.45 Uhr, bis Montag, 8. November 2021 morgens war die Strecke komplett gesperrt. In dieser Zeit wurden die Schienen von der alten Brücke abgebaut und die Trasse über die Behelfsbrücke verlegt sowie die Oberleitungen und Signale aufgebaut. Für diese Zeit endeten die Züge der S60 in Sindelfingen und Schienenersatzverkehr überbrückte die Strecke zwischen Böblingen und Sindelfingen. Ab 8. November 2021 lief der Verkehr regulär über die Behelfsbrücke.
Im April 2023 wurde schließlich die Strecke ein weiteres Mal gesperrt für den Gleisanschluss der neugebaute Brücke. Anschließend wurden die Träger der Behelfsbrücke wieder entfernt. Die Restarbeiten für den Abbruch der Widerlager des Provisoriums dauerten noch bis 2024 an.

### Ausblick
Für einen 15-Minuten-Takt der S-Bahn zwischen Sindelfingen und Renningen sind im Bahnhof Sindelfingen ein Kreuzungsgleis mit einer zweiten Bahnsteigkante sowie zwei neue Weichen erforderlich. Ferner sind zwischen Magstadt und Renningen Süd zusätzliche Signale notwendig, um Zugfolgezeiten zu reduzieren. Für die Durchbindung bis Böblingen sind Anpassungen im Bahnhof Böblingen notwendig. Der Verband Region Stuttgart beschloss am 22. April 2020, eine Planung (Leistungsphasen 1 bis 4) für diese Maßnahmen zu beauftragen. Für Anfang 2022 wurden Ergebnisse betrieblicher und verkehrlicher Untersuchungen erwartet, anhand derer weitere Planung begonnen werden kann. Mitte 2024 waren Untersuchungen zur Konkretisierung einer Machbarkeitsstudie von 2019 zu konkretisieren.
Die Strecke soll in den Digitalen Knoten Stuttgart integriert und dabei mit Digitalen Stellwerken, ETCS und automatisiertem Fahrbetrieb ausgerüstet werden. Sie ist dabei Teil des Planbereichs 1 (Böblingen), dessen Baubeginn 2027 und dessen Inbetriebnahme für 2030 geplant ist.

## Verkehr

### Güterverkehr
Im Güterverkehr dient die Strecke

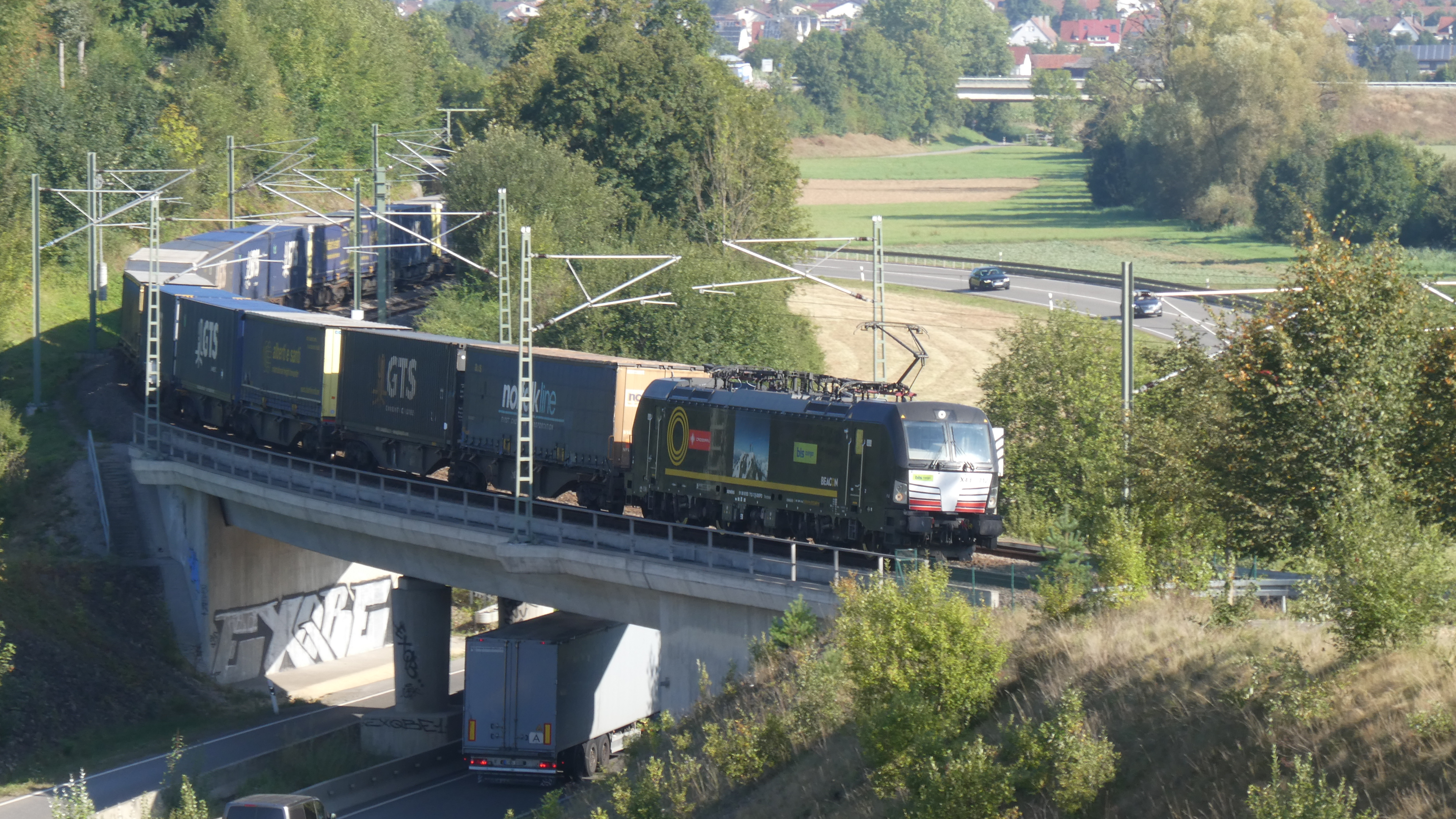
Umleiter-Güterzug bei Renningen

- zur Umfahrung der Strecke Böblingen – Vaihingen – Westbahnhof – Pragtunnel – Zuffenhausen – Kornwestheim Rbf, wodurch dort für die Stuttgarter S-Bahn benötigte Kapazitäten bereitgestellt und verlorene Steigungen vermieden werden.
- zur Zulieferung von Material und Teilen zum Sindelfinger Daimler-Werk
- zum Versand von dort montierten Pkw nach Bremen, die für den Export nach Übersee bestimmt sind (umgangssprachlich „Millionenzügle“ genannt).
- als Umleiter-Strecke z. B. bei Sperrung der Rheintalbahn

Täglich sind etwa 40 Güterzüge auf der Strecke unterwegs, die meisten davon mit Start oder Ziel Sindelfingen.
Von Ende März bis Mitte Oktober 2008 sowie Anfang Januar bis Anfang Dezember 2012 war die Strecke zwischen Sindelfingen und Renningen wegen des S-60-Ausbaus gesperrt. Alle Güterzüge wurden über die Bahnstrecke Stuttgart–Horb und die Güterverbindungskurve beim Stuttgarter Nordbahnhof nach Kornwestheim umgeleitet.

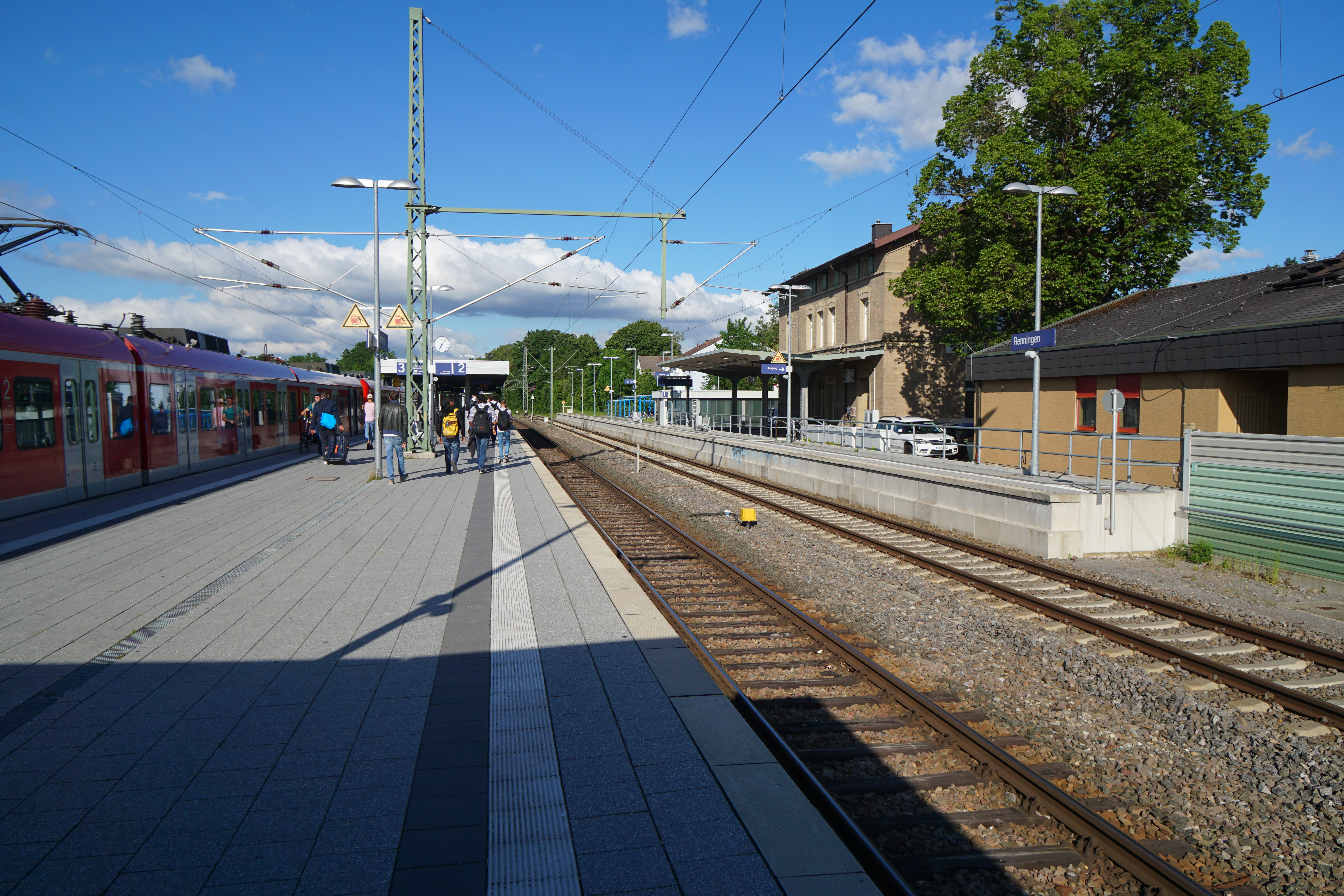
Renningen
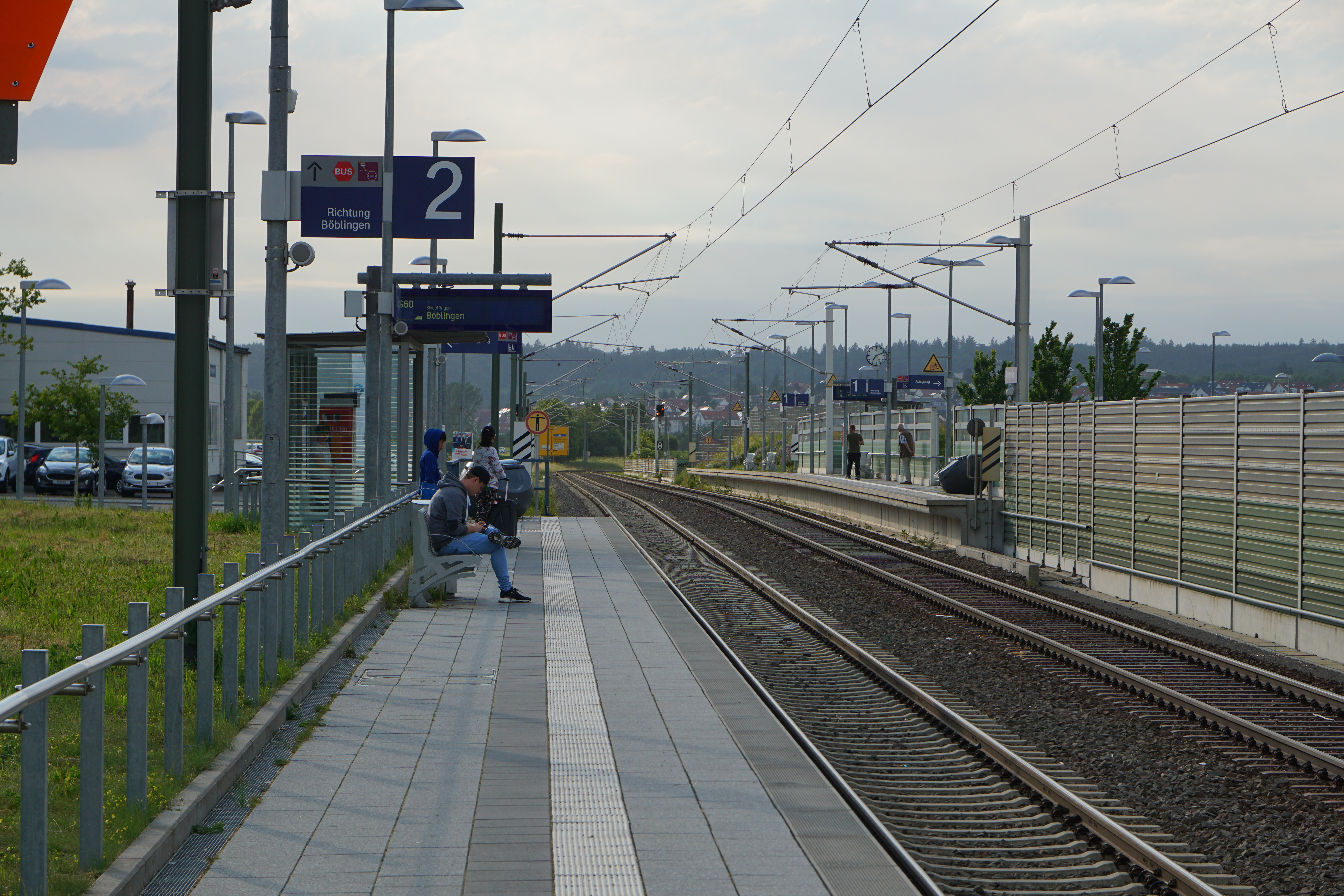
Renningen Süd
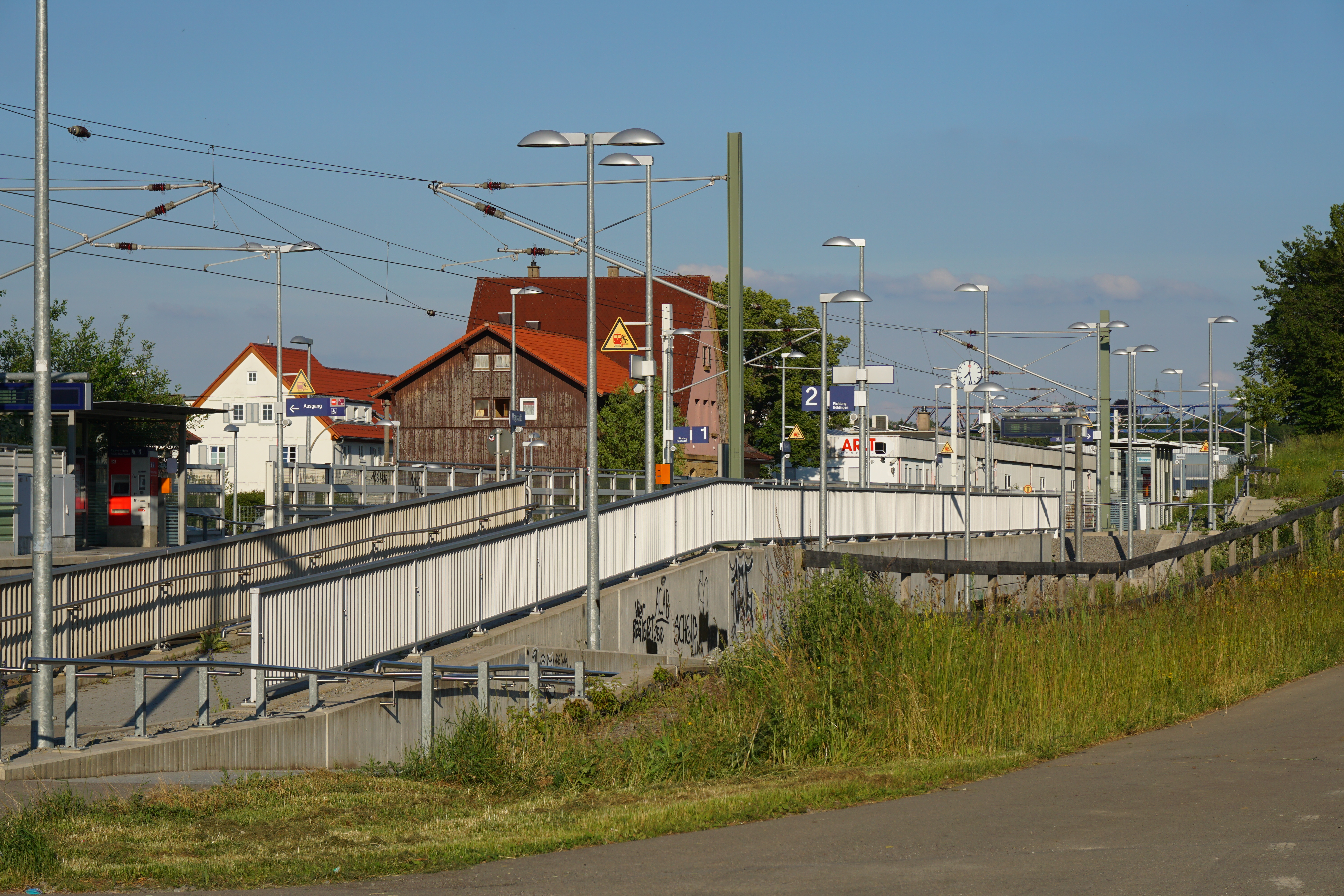
Magstadt
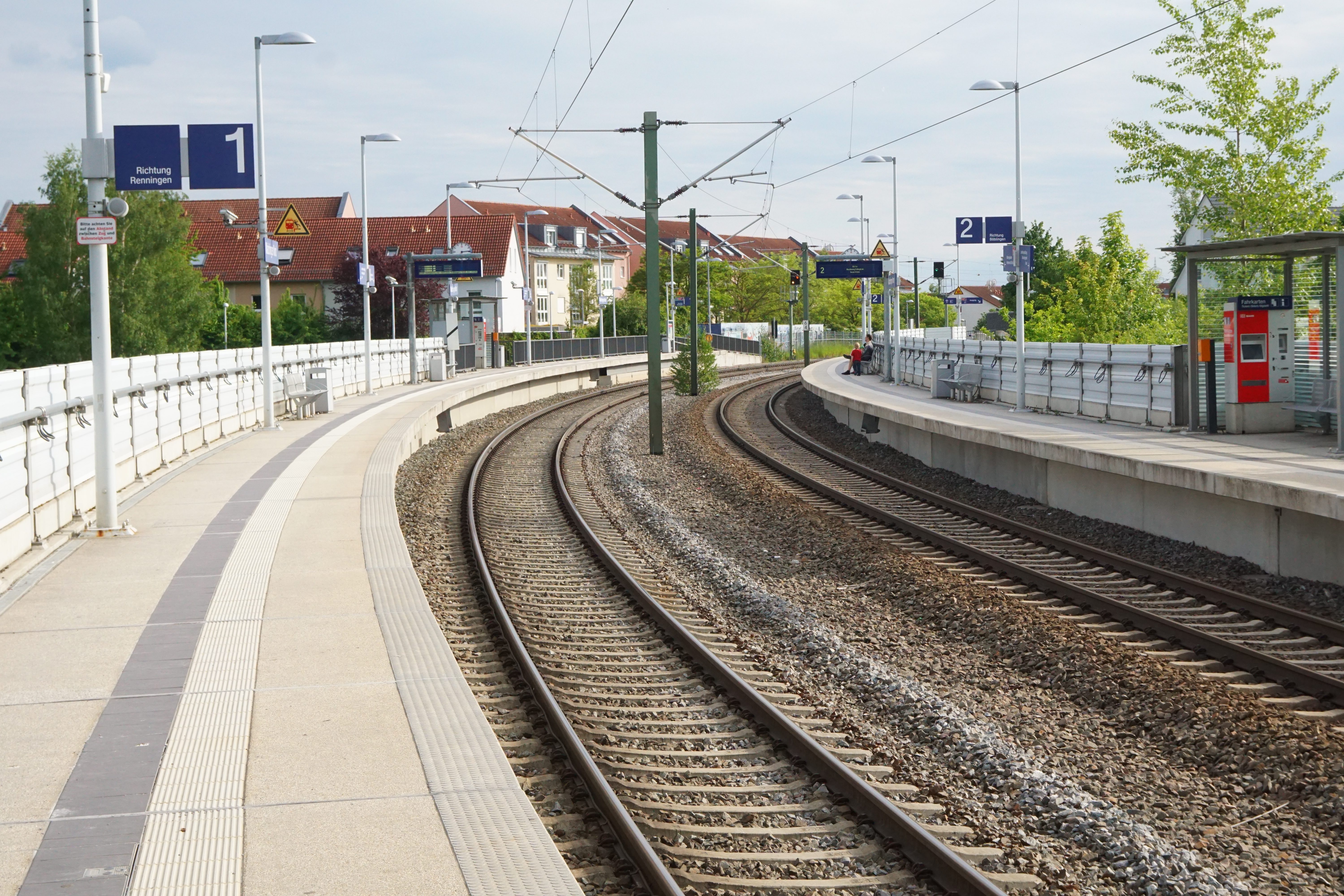
Maichingen Nord
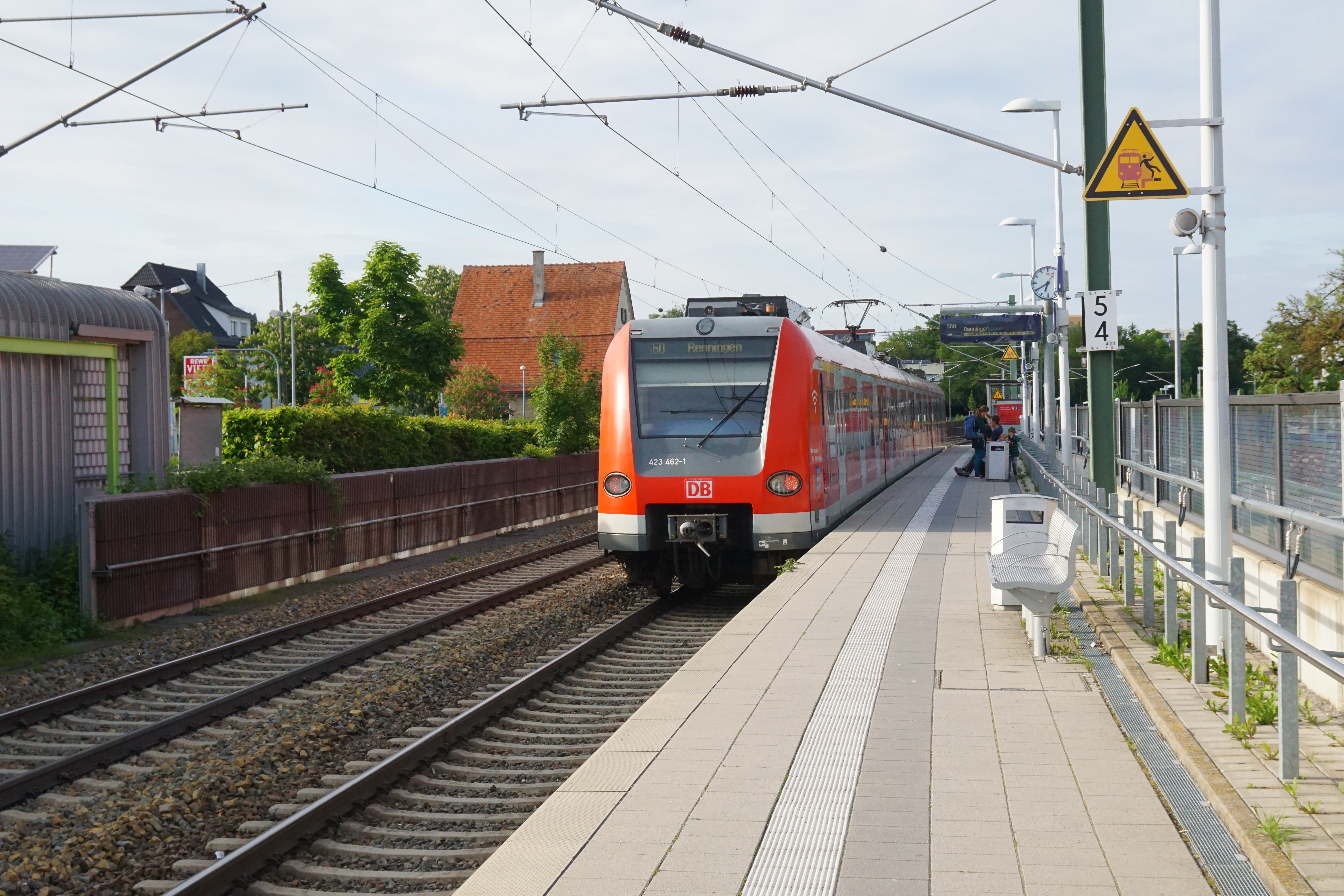
Maichingen
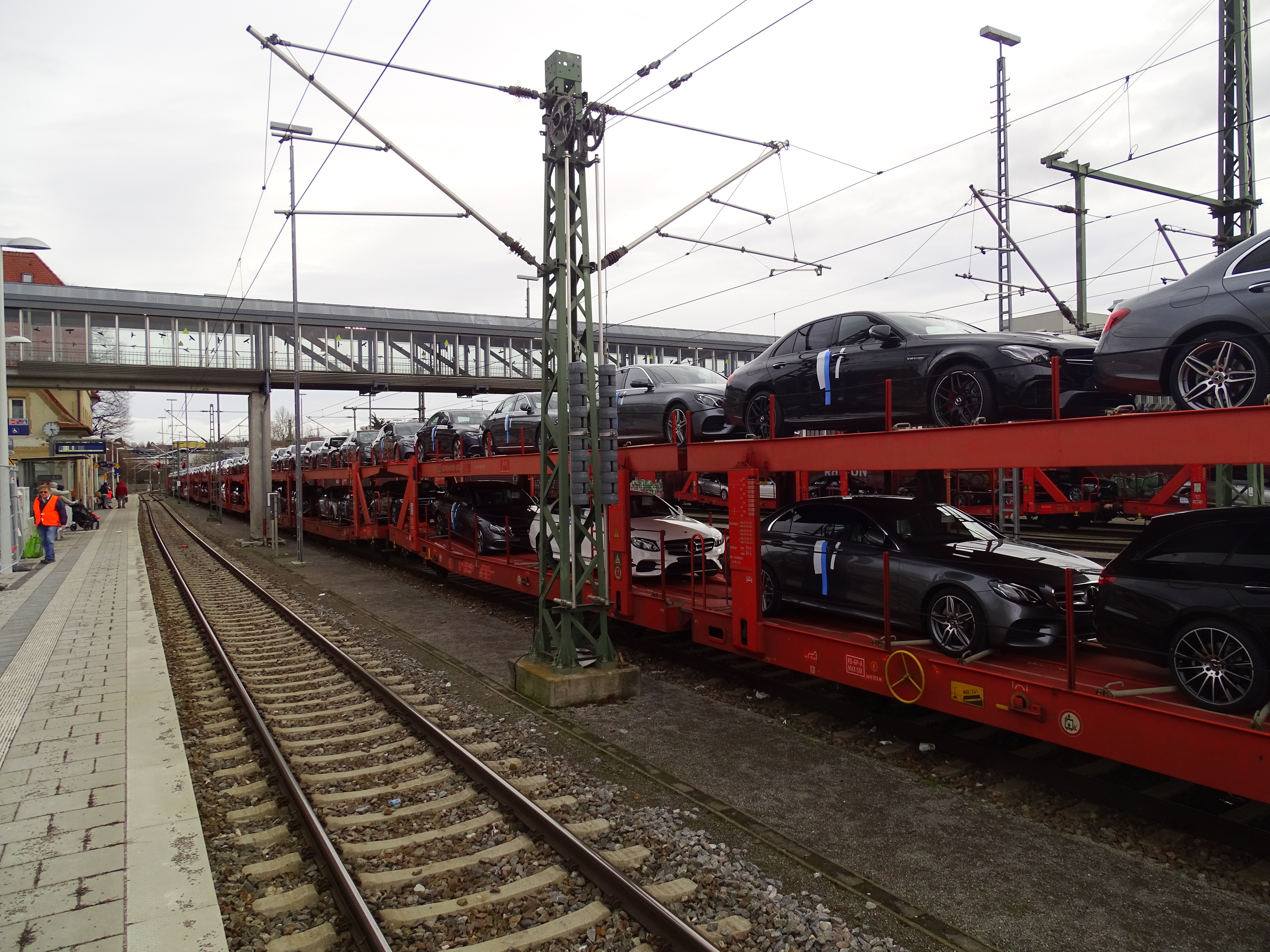
Bahnhof Sindelfingen. Daimlersteg, Rangiergleise und Zufahrt zum Daimlerwerk.
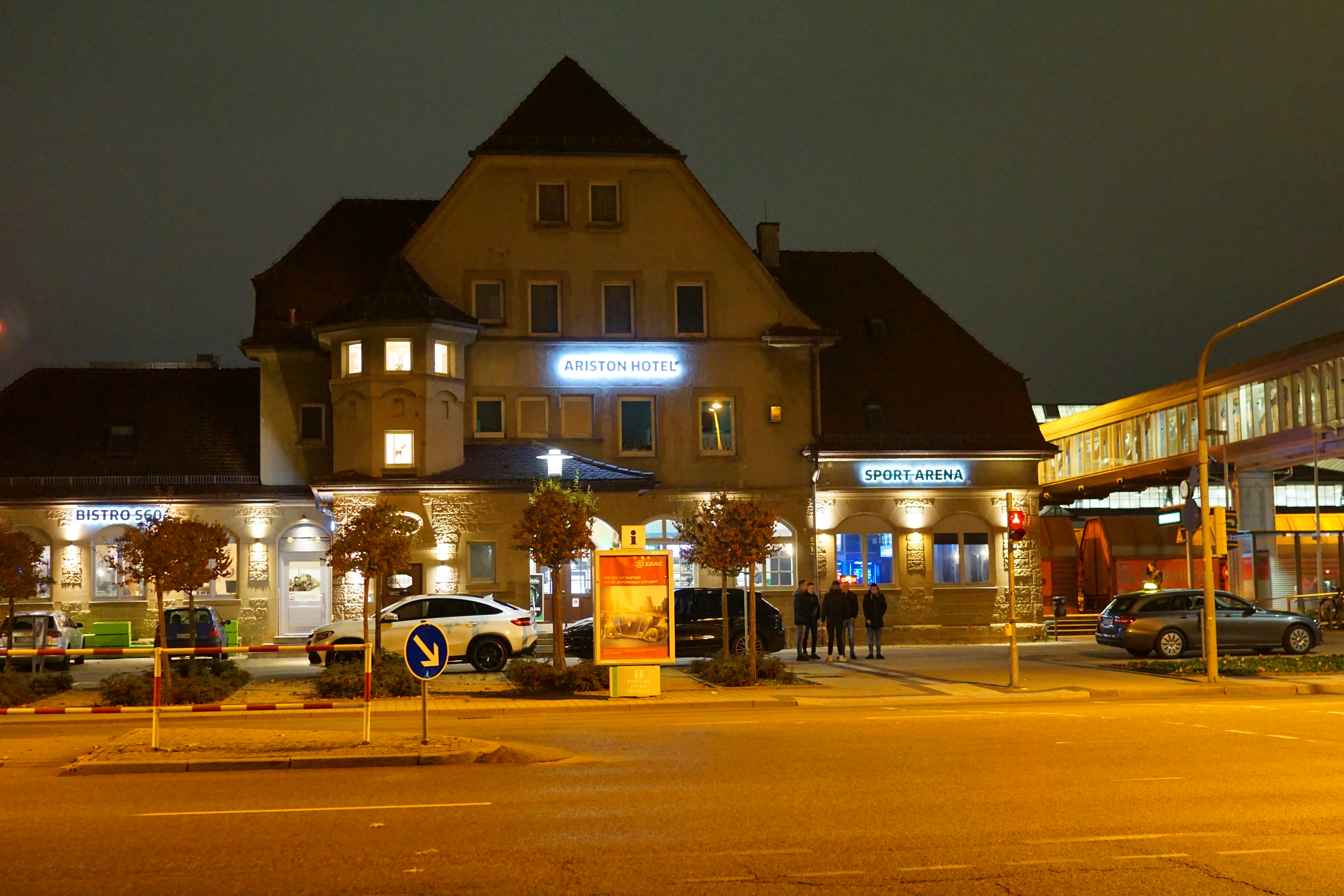
Bahnhof Sindelfingen bei Nacht
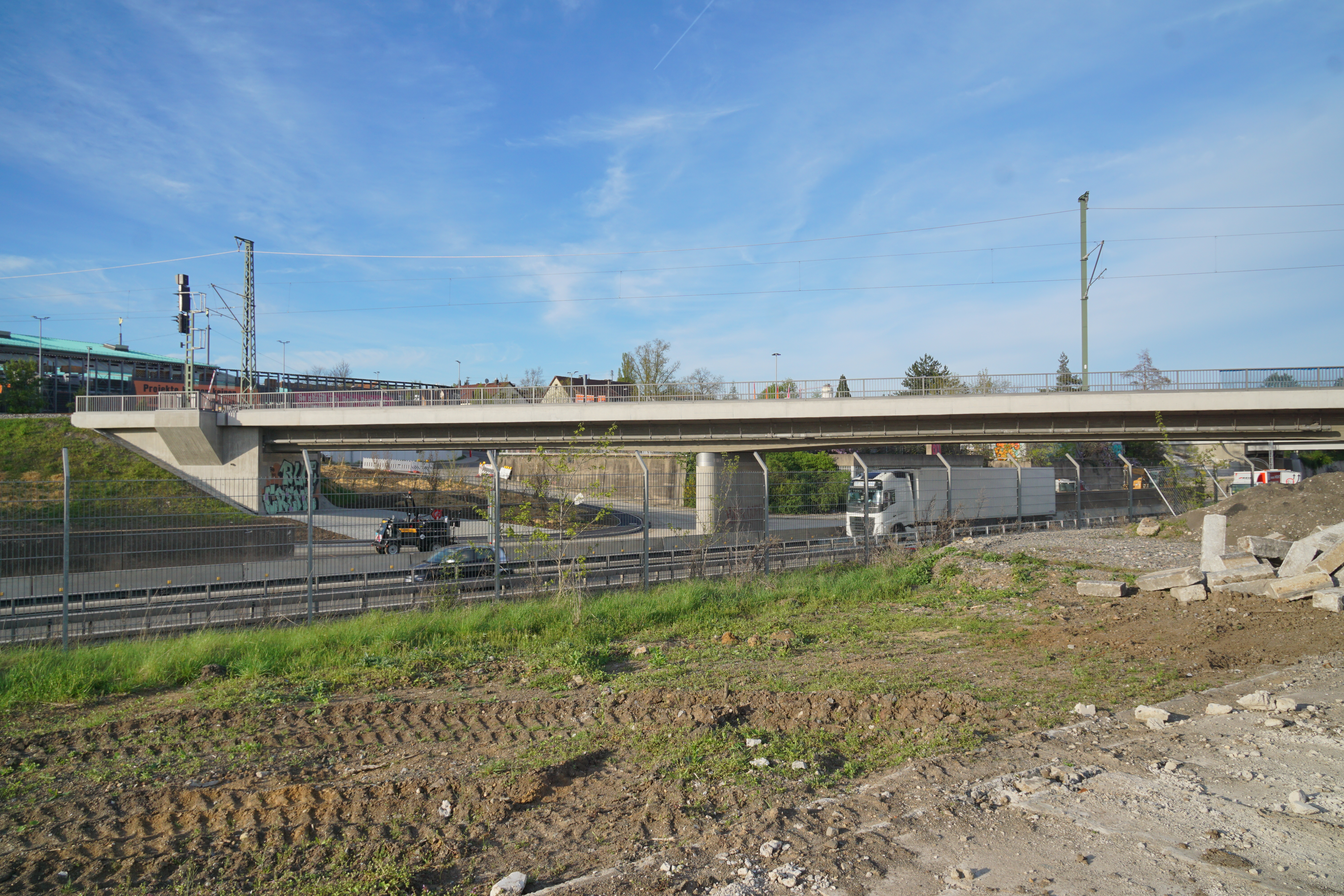
Neugebaute Brücke über die A81
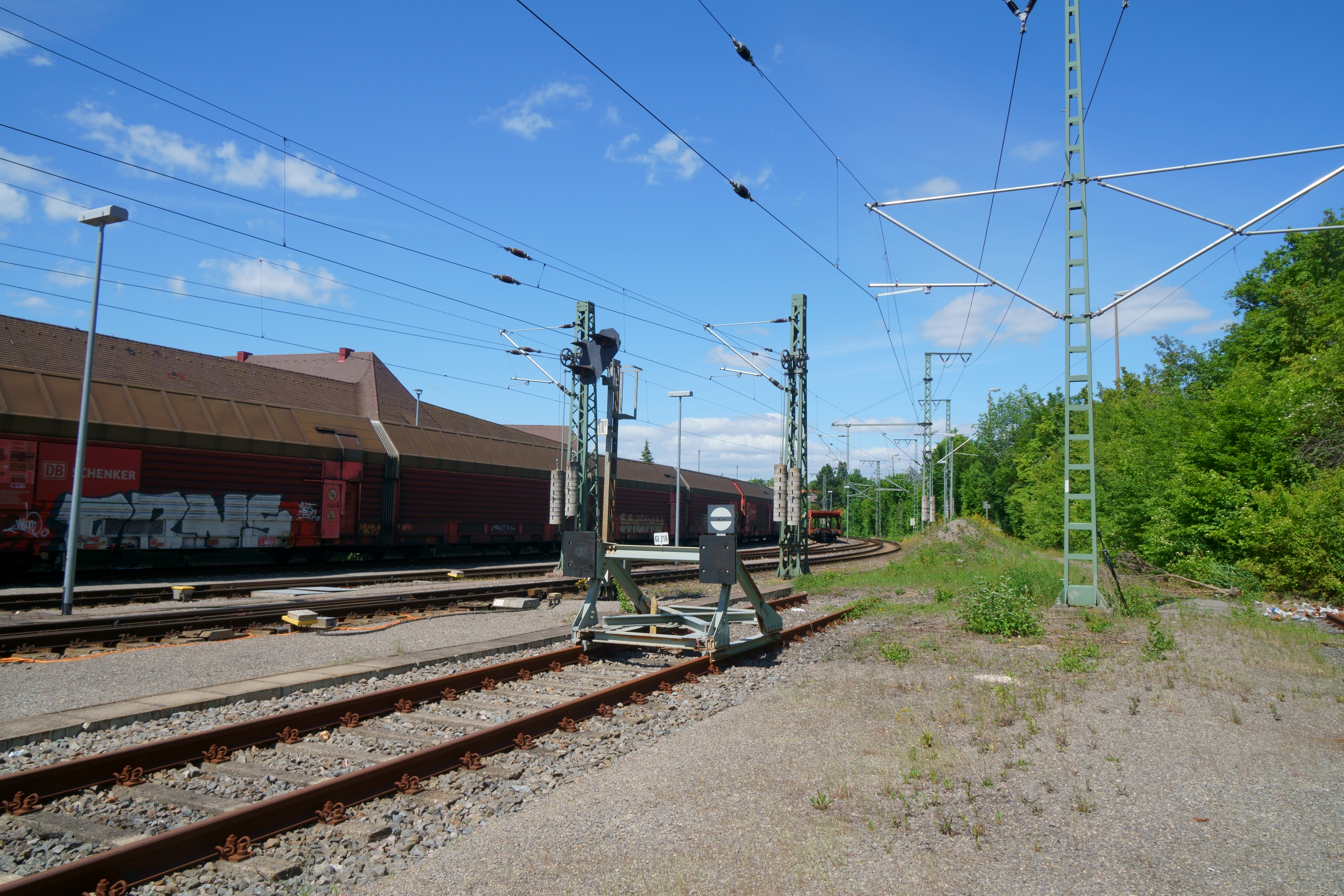
Ausfahrt am Bahnhof Böblingen in Richtung Renningen mit Abstellgleisen.
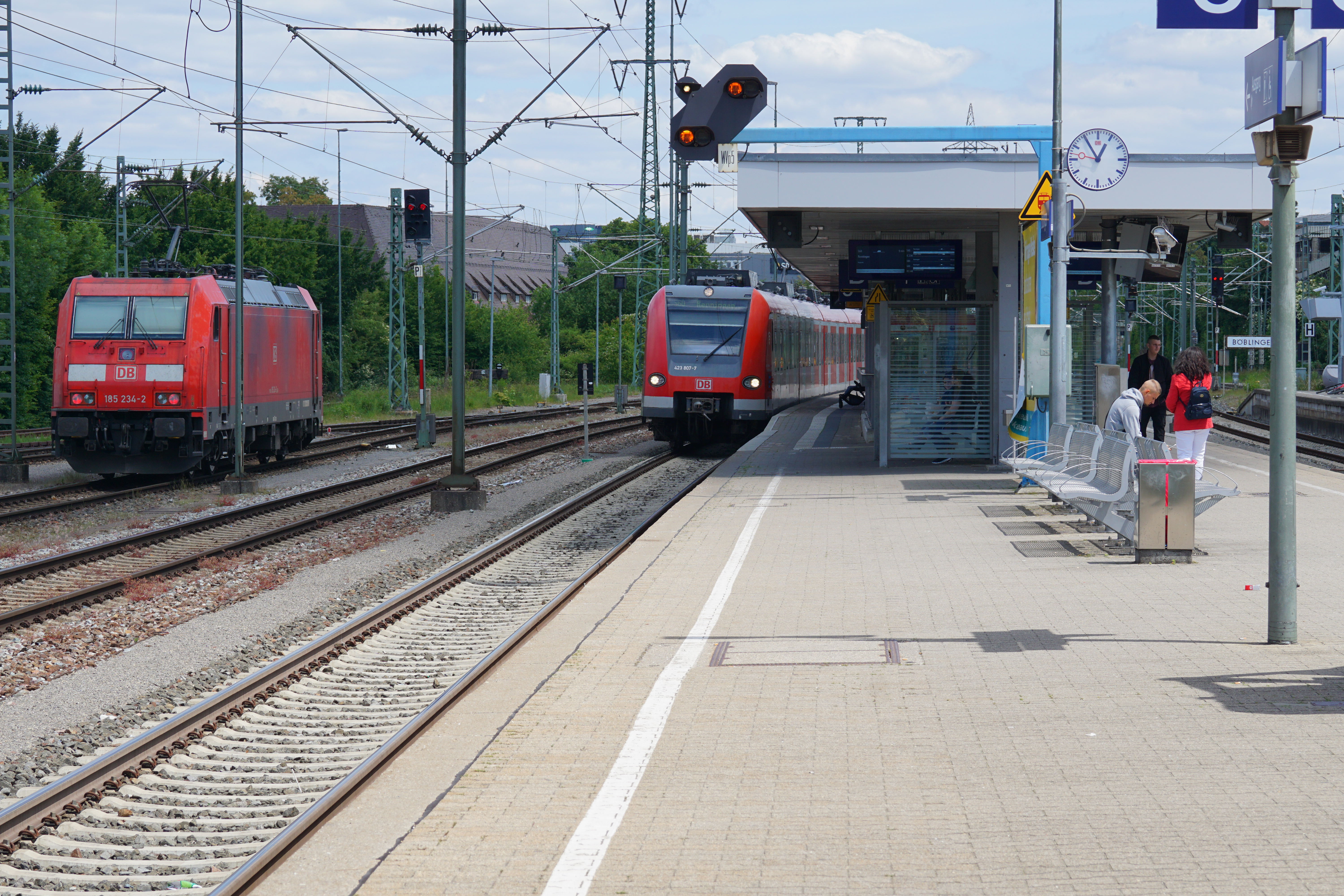
Gleis 5 in Böblingen. Der Bahnsteig wurde auf die Höhe der S-Bahn angepasst.

### Personenverkehr
Nach der Einstellung des Personenverkehrs 1970 von Renningen bis Sindelfingen fuhren bis zum 10. Dezember 2004 lediglich einzelne Regionalbahnen der Linie R71 von Sindelfingen über Böblingen nach Horb. Sie wurden „Daimlerzüge“ genannt, da ihr Fahrplan auf die Schichtzeiten des am Sindelfinger Bahnhof gelegenen Werkes der Daimler AG abgestimmt war.

#### S-Bahn
Seit 10. Juni 2010 weist die Rankbachbahn als Teil des Stuttgarter S-Bahn-Netzes (S 60) wieder Personenverkehr auf. Der reguläre Betrieb begann am 14. Juni 2010 zwischen Böblingen und Maichingen. Der restliche Abschnitt bis Renningen wurde am 8. Dezember 2012 auf der nunmehr weitgehend zweigleisigen Strecke eröffnet.
Der Verband Region Stuttgart und die Deutsche Bahn stellten fest, dass ein S-Bahn-Pendelbetrieb zwischen Böblingen, Sindelfingen und Maichingen ab Sommer 2010 technisch und finanziell möglich sei, mit vertretbaren zusätzlichen Kosten für die Signaltechnik. Auf Beschluss des Verkehrsausschusses vom 30. September 2009 gab es seit 14. Juni 2010 von montags bis freitags einen Pendelbetrieb im 30-Minuten-Takt von 5 Uhr bis 23 Uhr, seit 12. Juni 2011 auch an Wochenenden und Feiertagen. Zum Einsatz kamen S-Bahn-Triebzüge der DB-Baureihe 420. Die Züge hatten Anschluss in Böblingen zur S 1 von Herrenberg, zur S 1 von Stuttgart und zur Schönbuchbahn.

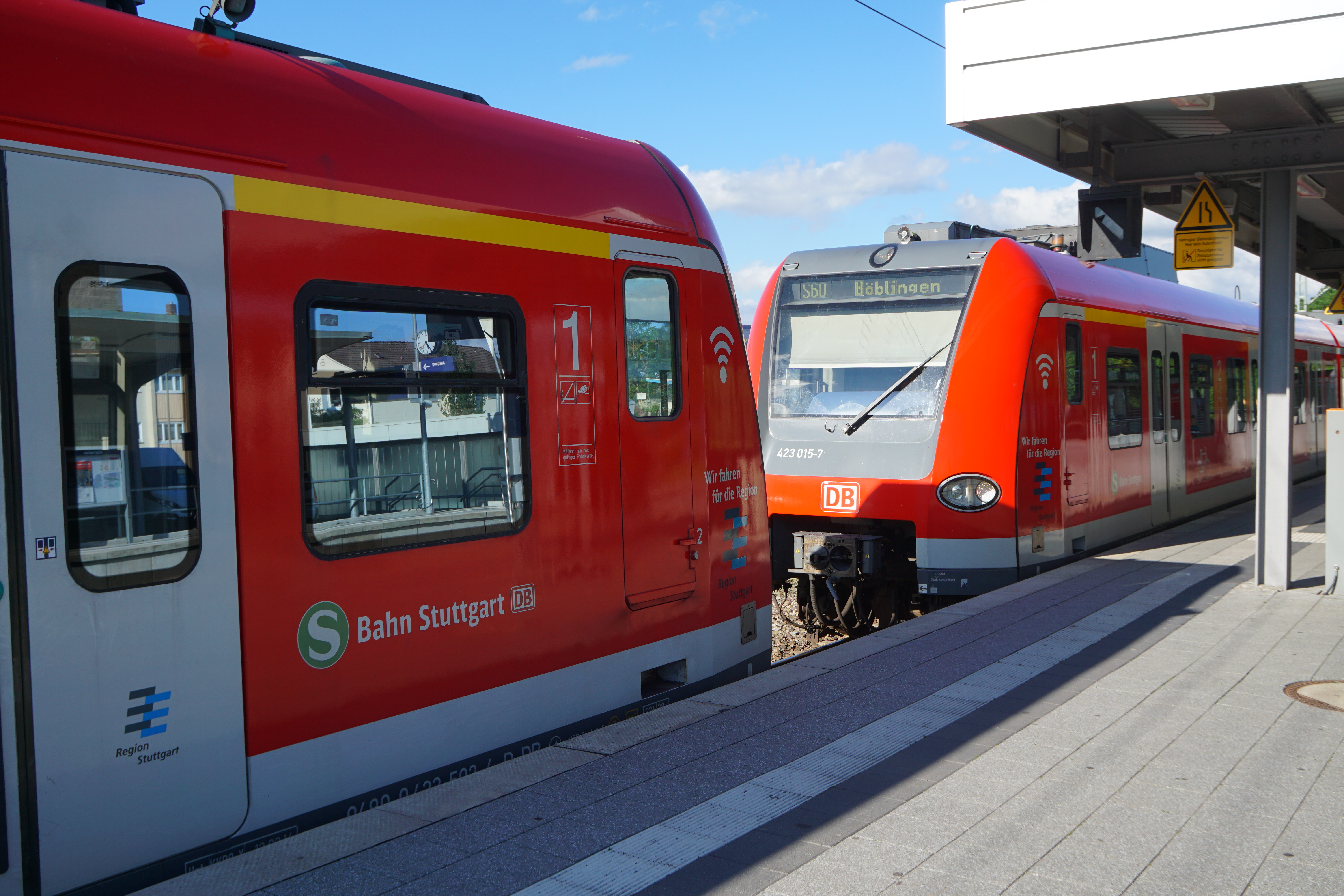
Züge werden in Renningen geflügelt

Seit dem 8. Dezember 2012 werden die Verstärkerzüge der S 6 Stuttgart–Leonberg(–Weil der Stadt) nach Böblingen durchgebunden. Dabei werden die bis Weil der Stadt verkehrenden Züge als S 6 / S 60 in Renningen geflügelt: Der vordere Triebwagen fährt nach Weil der Stadt; die (meist zwei) hinteren Einheiten nach Böblingen. Außerhalb der Hauptverkehrszeit fahren Pendelzüge zwischen Böblingen und Renningen ohne direkten Anschluss nach Stuttgart. Nach und aus Richtung Weil der Stadt besteht bahnsteiggleiche Umstiegsmöglichkeit zur S6. In Böblingen bestehen in allen Fahrplanlagen gute Anschlüsse zur S 1 und an die Schönbuchbahn.
Eine 2010 erstellte Prognose erwartete für das Jahr 2025 pro Tag zwischen 6.300 (bei Renningen) und 12.400 Fahrgäste pro Tag (bei Böblingen). 2020 wurde die Zahl der täglichen Fahrgäste auf der Strecke mit knapp 10.000 angegeben.

#### Ausblick
Ab 2019 sollen zusätzliche S-Bahn-Fahrzeuge beschafft werden, um auf der S 60 einen Viertelstundentakt anbieten zu können. Der Verband Region Stuttgart plant, nach der dafür vorgesehenen Anpassung der Infrastruktur einen 15-Minuten-Takt auf der Strecke zu bestellen.